# 電荷
電荷（でんか、英: electric charge）とは、物体が帯びている静電気およびその物理量。電気現象を起こすもとになるもの。電磁場から受ける作用の大きさを規定する。
電荷は、荷電（かでん）ともいう。計量法体系においては電気量（でんきりょう）と呼ぶ。
電荷の量のことを電荷量（でんかりょう）という。「電荷量」や「電荷を持つ粒子」のことを単に電荷と呼ぶこともある。

## 概要
電荷は、電磁気現象を引き起こす源である。電荷の量によって、ある物体が電磁場や他の電荷から受ける力の大きさが決まる。
電荷量は正または負の値を取りうる。電荷量が正である電荷を正電荷といい、電荷量が負である電荷を負電荷という。陽子は正電荷を持つ。電子は負電荷を持つ。正電荷を持つ粒子のことを単に正電荷と呼んだり、負電荷を持つ粒子のことを単に負電荷と呼ぶこともある。
電子の研究を進める中で、電荷の素量（電気素量）が発見された。電気素量は記号eで表し、その値は
　{\displaystyle e=1.602~176~634\times 10^{-19}\ {\text{C}}} (クーロン)
　{\displaystyle e=4.803~204~673(30)\times 10^{-10}\ {\text{esu}}} (静電単位)
である。1個の電子や1個の陽子の持つ電荷量の絶対値が電気素量である。したがって、電荷量は電気素量の整数倍として表すことができる。ただし、電気素量は巨視的には非常に小さいため、巨視的な電磁気現象を扱う上で電気素量が意識されることはほとんどない。
なお、これまで電気素量の整数倍以外の電荷量は観測されていない。クォークの電荷量は(-1/3)e、(+2/3)eであると考えられているが、クォーク同士は強い力によって結び付けられているため、単独でクォークが観測されたことはない（クォークの閉じ込め）。

## 物理

### クーロンの法則
正電荷同士、負電荷同士の間には斥力が生じる。正電荷と負電荷の間には引力が働く。これらの力は、各粒子の電荷量に比例し、粒子同士の距離の2乗に反比例する。これをクーロンの法則といい、この力をクーロン力という。

### 帯電
物体や空間において、その中に電荷を持つ粒子が複数存在するとき, 各粒子の持つ電荷量の合計を、その物体や空間の「正味の電荷量」と呼ぶ。正電荷と負電荷が等量だけ存在するときは正味の電荷量はゼロである。この状態を中性という。正味の電荷量がゼロでないとき、その物体や空間は帯電しているという。
帯電する現象を静電気と呼ぶこともある。静電気現象は放電などを含むため、帯電は静電気現象の一部である。

### 電流
単位時間当たりにある場所（もしくは面）を通過する電荷量のことを電流という。電流のSI単位はアンペア[A]である。これはSI基本単位である。電荷は電流を時間で積分したものである。したがって、電荷のSI組み立て単位はアンペア・秒[A s]である。この単位をクーロン[C]という。

### 電荷素量
電荷素量とは電荷の最小単位である。これを記号eで表すと陽子は+e 、電子は-e 、中性子は0の電荷をそれぞれ持っている。イオンを表すMg2+やOH-などはそれぞれ+2eや-eだけ帯電していることを示す。例外として素粒子であるクォークは(-1/3)eまたは(+2/3)eの電荷を持っているが、単独で取り出せないため(1/3)eは電荷素量としては扱わない。なお反粒子はその対になる粒子と正負が逆で絶対値が等しい電荷を持つ。たとえば電子の反粒子である陽電子は+eの電荷を持ち、陽子の反粒子である反陽子は-eの電荷を持つ。

### 電荷密度
単位体積あたりの電荷を電荷密度という。

### 電荷保存則
すべての電荷の総量は保存するという法則。現在確認されているあらゆる反応のうち、これが破られた例はない。この意味で、電荷は素粒子が持つ最も基本的な性質の一つであると言える。